# Karl Holter
Karl Holter, född 30 juni 1885 i Oslo, död 1963, var en norsk skådespelare och författare.
Som skådespelare debuterade Holter 1912 på Centralteatret i Oslo och var sedan huvudsakligen engagerad vid Det Norske Teatret fram till 1935. Han var även journalist vid Stavanger Aftenblad 1917–1919.
År 1941 blev Holter medlem i det norska nazistpartiet Nasjonal Samling. År 1942 anmälde han sig som frivillig och skickades 57 år gammal som krigskorrespondent till Leningradfronten mellan oktober 1942 och mars 1943. Enligt Norsk krigsleksikon betraktades han i partikretsar som en framstående författare och Holter var en av Gyldendals mest utgivna författare under den tid förlaget stod under politisk ledning av Tore Hamsun.
Efter kriget dömdes han som landsförrädare. Efter avtjänat straff återkom Holter aldrig som skådespelare, men han fortsatte att skriva böcker. Bland dessa kan nämnas Frontkjempere, en skildring av upplevelser vid Leningradfronten.

## Filmografi
Enligt Internet Movie Database och Svensk filmdatabas:
- 1926 – Baldevins bryllup
- 1939 – Mot nya tider
- 1939 – Valfångare
- 1940 – Vildmarkens sång (norsk titel: Bastard)
- 1941 – Gullfjellet
- 1942 – Nordlandets våghals (norsk titel: Trysil-Knut)